# نادي يستاد لكرة اليد
نادي يستاد لكرة اليد هو نادي كرة يد في السويد تأسس في 1908. يلعب في الدوري السويدي لكرة اليد. فاز ببطولة الدوري مرتين في سنة 1976 و1992.